# Walchensee
Walchensee is een vrij groot meer in de Duitse deelstaat Beieren. Het meer ligt nabij de stad Wolfratshausen in district Bad Tölz-Wolfratshausen, ongeveer 75 km ten zuiden van München.
Het is een van de grootste en diepste Alpenmeren van Duitsland, en wordt voor het grootste deel door het Walchensee Wasserkraftwerk gescheiden van de Kochelsee in het noorden.

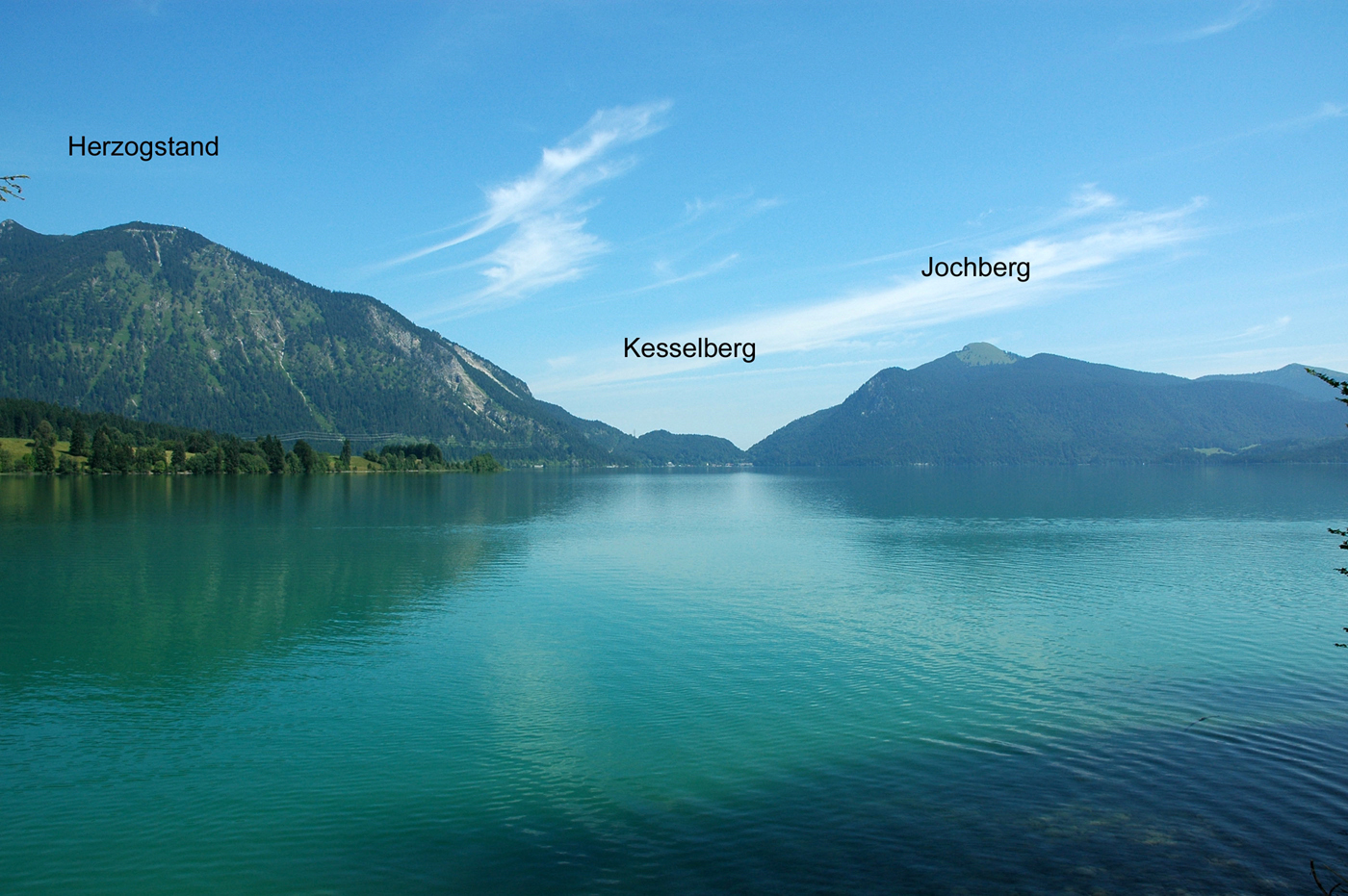
De bergen gezien vanaf het meer